# Maquipucuna

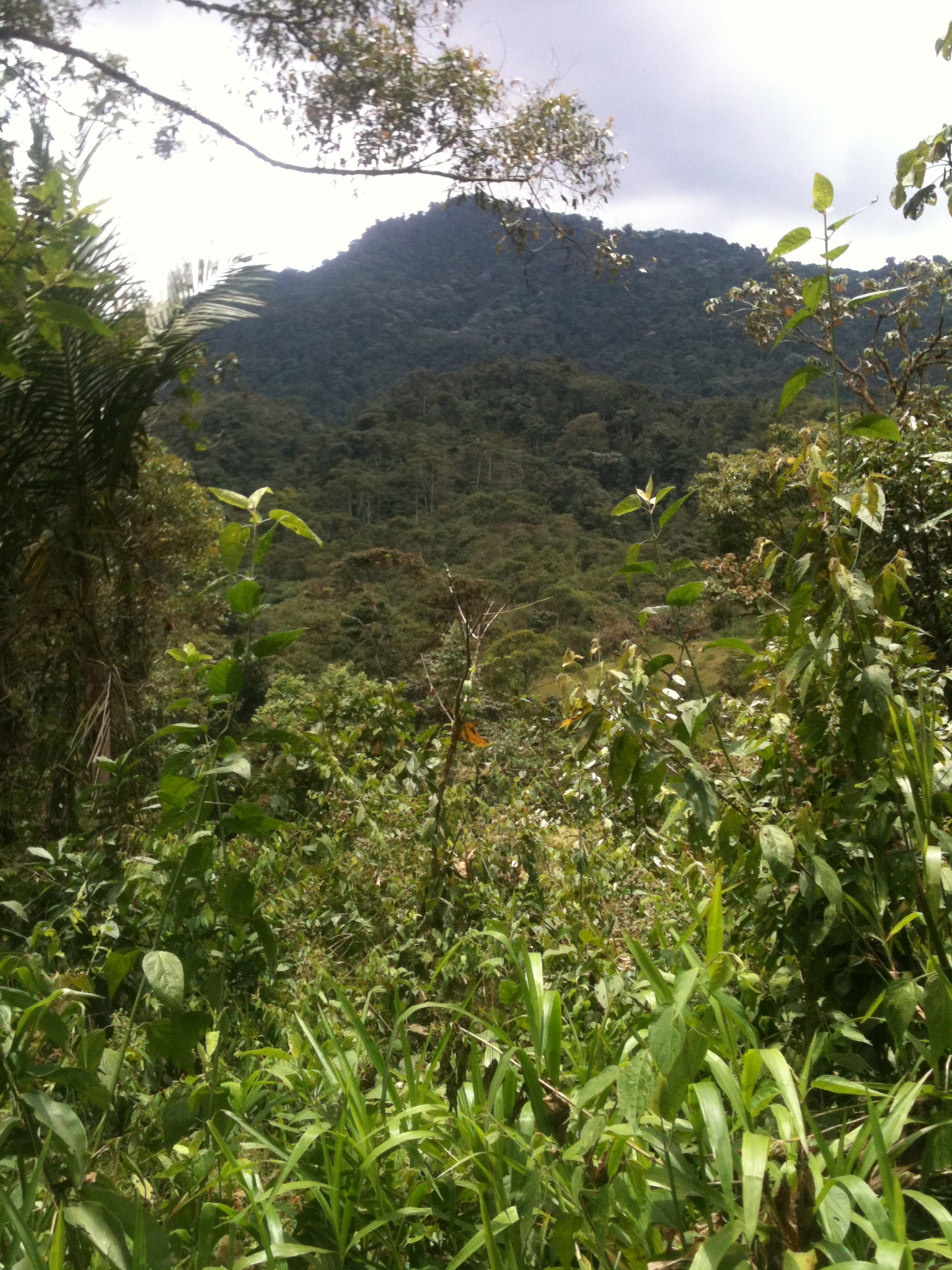
Montañas de la reserva de Maquipucuna

Maquipucuna es una reserva biológica de 6.000 hectáreas  de bosque de nubes en Ecuador. Situado en la provincia de Pichincha, es el bosque tropical más cercano a Quito, capital de Ecuador. La reserva se compone de  montaña con selva tropical primaria y secundaria  y de bosque nuboso. La Reserva Maquipucuna se encuentra en la parroquia de Nanegal, dentro del Distrito Metropolitano de Quito.

## Vida
La reserva incluye cuatro zonas de hábitat diferentes, desde los 900 a 2785 metros sobre el nivel del mar, y es el hogar de una gran diversidad de flora y fauna. Situado en el corredor Chocó-Andino, que está en una zona conocida por los científicos como una de las cinco más importantes del mundo en focos de biodiversidad.

## Aves
Maquipucuna alberga el 4% de la biodiversidad de aves del mundo, incluyendo el tucán barbudo, rupicola, tucán morado de pico pintado, monjilla lanceolada, Myrmeciza nigricauda, cabezón cabecirrojo, y quetzal de cabeza dorada.

## Mamíferos
Al menos 45 especies diferentes de mamíferos, como el armadillo, el oso hormiguero, agouti, kinkajú, el puma, y 19 especies de murciélagos han sido vistos. El único superviviente de Sudamérica de las especies de osos, el oso de anteojos, se pueden encontrar en Maquipucuna durante la temporada de fructificación de un aguacate pequeño (noviembre y diciembre). El oso se clasifica como vulnerable, en gran parte debido a la pérdida de hábitat.

## Anfibios
La rana Hyloxalus maquipucuna descubierta en Maquipucuna en 1995, lleva el nombre de ella, y aun así solo se conoce de la reserva.

## Plantas
Más de 2.000 especies de plantas han sido identificadas en la reserva. Debido a su inmensa diversidad de plantas, el Dr. Grady L Webster denomina a Maquipucuna como 'la joya de la corona de los Andes" y a Quito, la "capital mundial de la biodiversidad".

## Historia
Los estudios arqueológicos indican los pre-incas Yumbos habitaron la tierra que es hoy Maquipucuna. Hay vías, túmulos y cerámicas que todavía se pueden encontrar en la zona. Se cree que la principal ruta pre-Inca encontrada en Maquipucuna es para llegar a Cachillacta, o la tierra de la sal. El área Maquipucuna fue muy importante antes de la época colonial, alrededor de 1500 aC, porque era sin duda una de las principales fuentes de sal para el cacicazgo en Quito.